# Wuhljar
Wuhljar (ukrainisch Вугляр; russisch Вугляр/Wugljar oder inoffiziell Угольщик/Ugolschtschik) ist eine Siedlung städtischen Typs im Osten der Ukraine in der Oblast Donezk mit etwa 1100 Einwohnern.

## Geographie
Die Siedlung städtischen Typs liegt im Donezbecken, etwa 14 Kilometer östlich vom Oblastzentrum Donezk und 8 Kilometer südöstlich vom Stadtzentrum von Makijiwka, zu dessen Stadtkreis sie zählt, entfernt.
Der Ort gehört zur Siedlungsratsgemeinde von Proletarske (3 Kilometer östlich gelegen), die verwaltungstechnisch dem Stadtrajon Hirnyz innerhalb von Makijiwka zugeordnet ist.

## Geschichte
Der Ort entstand nach dem Ersten Weltkrieg im Zuge des Kohlebergbaus in der Region, trug zunächst den Namen Proletarij (Пролетарій) und wurde später in Wuhljar (vom ukrainischen Wort Вуглець/Wuhlez für „Kohlenstoff“ abgeleitet) umbenannt. 1965 bekam Wuhljar den Status einer Siedlung städtischen Typs, seit Sommer 2014 ist der Ort im Verlauf des Ukrainekrieges durch Separatisten der Volksrepublik Donezk besetzt.